# Sottodistretti del Botswana
I sottodistretti del Botswana sono una suddivisione amministrativa di secondo livello dello Stato africano del Botswana. I 28 sottodistretti sono inquadrati nei 9 distretti in cui è suddiviso il paese dopo la riforma del 2006.

## Elenco sottodistretti
Di seguito l'elenco dei sottodistretti compresi in ogni distretto:

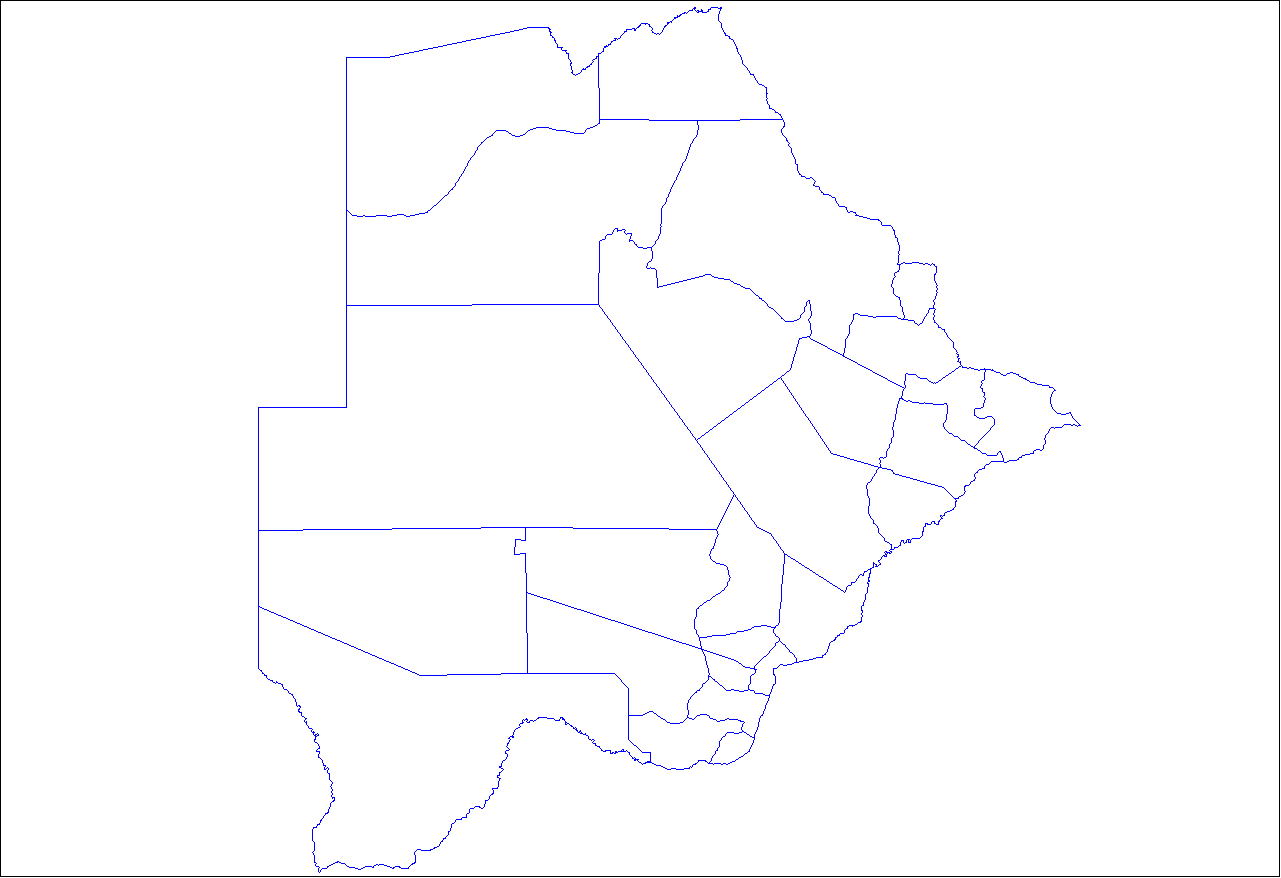
Mappa dei sottodistretti

### Distretto Centrale
5 sottodistretti più le 3 città di Orapa, Selebi Pikwe e Sowa Town
- Bobonong
- Boteti
- Mahalapye
- Serowe Palapye
- Tutume

### Distretto di Ghanzi
- Central Kgalagadi Game Reserve
- Ghanzi

### Distretto di Kgalagadi
- Kgalagadi North
- Kgalagadi South

### Distretto di Kgatleng
- Kgatleng

### Distretto di Kweneng
- Kweneng East
- Kweneng West

### Distretto Nordorientale
1 sottodistretto (Nord Est) più la città di Francistown

### Distretto Nordoccidentale
- Chobe
- Ngamiland Delta
- Ngamiland East
- Ngamiland West

### Distretto Sudorientale
1 sottodistretto più le città di Gaborone e Lobatse
- South East

### Distretto Meridionale
3 sottodistretti più la città di Jwaneng
- Barolong
- Ngwaketse
- Ngwaketse West